# Being at Home with Claude
Being at Home with Claude est une pièce de théâtre en langue française de René-Daniel Dubois. Il l'a écrite en six jours, en octobre 1984 pendant qu'il était à New York. Cette pièce a été présentée à Montréal (Québec) le 13 novembre 1985, au Théâtre de Quat'sous.

## Personnages
La pièce comporte quatre personnages :
- Lui (Yves) : âgé de 20 à 25 ans, mince et nerveux.
- L'inspecteur (Robert) : âgé de 35 à 40 ans.
- Le sténographe (Guy) : assistant de l'inspecteur, il a le même âge que lui. C'est un gros fumeur de cigarettes.
- Le policier (Latreille) : membre des services de sécurité du palais de Justice. Il n'a pas la moindre idée de ce qui se passe dans le bureau du juge Delorme et s'en fout éperdument.

Beaucoup d'autres personnages sont énoncés au long du récit, mais ces quatre précédents sont les seuls à s'exprimer dans la pièce.

## Argument
Yves, un jeune prostitué de Montréal, commet le meurtre de son amant qu'il aime passionnément. La plus grande partie de la pièce se déroule dans le bureau du juge Delorme alors que l'inspecteur tente de tirer les vers du nez au prostitué en essayant de découvrir ce qui l'a poussé à tuer son amant. Le duel verbal entre l'inspecteur et Yves, le coupable, révèlent un amour homosexuel aux sentiments singulièrement exacerbés.

## Adaptation au cinéma
- Seul, avec Claude (1992)

La pièce a été adaptée au cinéma sous le titre français de Seul, avec Claude par le réalisateur Jean Beaudin en 1992. Lui y était interprété par Roy Dupuis. Pratiquement tout le texte original du livre a été conservé dans le film. Les seuls changements dans les mots sont quelques variantes historiques. Par exemple, dans la pièce, le journal impliqué est le Montréal-Matin et dans le film c'est Le Journal de Montréal.

### Édition
- René-Daniel Dubois, Being at Home with Claude, Montréal, Éditions Léméac, coll. « Théâtre », 1993, 125 p. (ISBN 978-2-7609-0145-2).